# HVTN 505
HVTN 505 é um ensaio clínico que testou um regime de vacina contra o HIV. O ensaio foi conduzido pela HIV Vaccine Trials Network e patrocinado pelo Instituto Nacional de Alergia e Doenças Infecciosas. A vacinação foi interrompida em abril de 2013 devido aos resultados iniciais mostrando que a vacina era ineficaz na prevenção de infecções por HIV e na redução da carga viral entre os participantes infectados com o HIV. Todos os participantes do estudo foram monitorados a partir do momento da inscrição por cinco anos, para a segurança dos envolvidos e descoberta de quaisquer efeitos de longo prazo.